# ヴィリー・ヘス (作曲家)
ヴィリー・ヘス（Willy Hess, 1906年10月12日 - 1997年5月9日）は、スイスの音楽学者、作曲家。ベートーヴェン学者として有名であり、『ベートーヴェン作品全集』に未収録のベートーヴェン作品目録（Hess番号）を編纂、出版した功績により称えられている。また、遺されたピアノ譜からベートーヴェンのピアノ協奏曲第0番 変ホ長調にオーケストレーションを施している。
ヘスはヴィンタートゥールに生まれた。高校までの期間をこの町で過ごし、その後チューリッヒ音楽院と大学で学んだ。自身もピアノ、対位法、作曲を教える立場となり、音楽に関する執筆活動も行った。
1942年から1971年にかけてはヴィンタートゥール州立管弦楽団でファゴット奏者を務めた。作曲家としてはピアノ4手のための「3つのレントラー」作品28、ヴィオラとファゴットのためのソナタなどを書いている。後者はクラシック音楽の室内楽作品としてこの楽器の組み合わせを用いた唯一の作品である。
ヴィンタートゥールに没した。

## 作品
- James F. Green The New Hess Catalog of Beethoven's Works, Vance Brook Publishing, October 2003, ISBN 978-0-9640570-3-6
- 『ヴェスタの火』 -- ベートーヴェンのオペラの断章、ヘスが補完し出版。
- コントラファゴット5重奏曲作品63 （ⅠModerato,sehr ruhig  ⅡAndante ⅢRondo） コントラファゴット奏者John Parrのために書かれた室内楽の作品として代表的なものである。